# Дюсберг, Херберт
Херберт Дюсберг (нем. Herbert Duesberg; 22 мая 1902, Вена — 27 июля 1978, Вена) — австрийский скрипач и альтист. Сын и ученик скрипача Августа Дюсберга и пианистки Натали Дюсберг, брат скрипачки Норы Дюсберг.

## Биография
В 1918—1919 гг. совершенствовал своё мастерство в Венской академии музыки у Отакара Шевчика. В 1919—1920 гг. играл в Венском тонкюнстлер-оркестре, в 1920—1922 гг. в оркестре Венской народной оперы, затем — Венской государственной оперы, в 1926—1960 гг. в составе Венского филармонического оркестра. Одновременно в 1922—1923 гг. альтист в струнном квартете Рудольфа Колиша. Иногда выступал в дуэте с сестрой (например, исполнив в 1917 году Концертную симфонию для скрипки и альта с оркестром В. А. Моцарта с Венским тонкюнстлер-оркестром).